# 等对角线四边形

等軸四邊形，红色为对角线，蓝色为双中线，其伐里農平行四邊形为菱形

在欧几里得几何中，等对角线四边形（也称为等軸四邊形）是指对角线长相等的凸四边形。等軸四邊形是古印度数学中的重要概念，古印度数学家把四边形先分为等轴和非等轴，再往下分类。换句话说，就是将等腰梯形、矩形等分为一类，直角梯形、菱形等分为另一类。

## 特殊例子
等对角线四边形包含等腰梯形、矩形和正方形。

周长-直径比最大的等轴鷂形内接于勒洛三角形。

周长-直径比最大的四边形是内角为π/3、5π/12、5π/6和5π/12的等轴鷂形。

## 特征
当且仅当凸四边形的伐里農平行四邊形（由四边的中点连接而成的平行四边形）为菱形，则它是等对角线的，相当于此凸四边形的双中线（伐里農平行四邊形的对角线）互相垂直。
设某凸四边形的对角线长度为{\displaystyle p}和{\displaystyle q}，双中线长度{\displaystyle m}和{\displaystyle n}，则它是等对角线的，当且仅当:Prop.1
{\displaystyle pq=m^{2}+n^{2}.}

## 面积
等对角线四边形的面积K可以用其双中线长度m和n求出。某四边形是等对角线的，当且仅当:p.19; :Cor.4
{\displaystyle \displaystyle K=mn.}
这是因为凸四边形的面积是其伐里農平行四邊形的两倍，以及此平行四邊形的对角线是此凸四边形的双中线。根据双中线长度的公式，等对角线四边形的面积可以用四边边长{\displaystyle a}、{\displaystyle b}、{\displaystyle c}和{\displaystyle d}以及对角线中点的距离{\displaystyle x}表示：:p.19
{\displaystyle K={\tfrac {1}{4}}{\sqrt {(2(a^{2}+c^{2})-4x^{2})(2(b^{2}+d^{2})-4x^{2})}}.}
在凸四边形的面积公式中设p = q，也可以得到其他面积公式。

## 与其它四边形的关系
当且仅当平行四边形是矩形，则它是等对角线的
等轴四边形的对偶多边形是正交四边形，当且仅当四边形的伐里農平行四邊形是正交的（菱形），则它是等轴的；当且仅当它的伐里農平行四邊形是等轴的（矩形），则它是正交的。换言之，当且仅当四边形的双中线互相垂直，则它的对角线相等；当且仅当四边形的双中线互相相等，则它的对角线互相垂直。

### 等腰梯形

对角线相等的圆外切四边形必定是圆外切等腰梯形

通过全等三角形（SSS），易证当且仅当梯形是等腰梯形时，则它的对角线相等。同样，通过全等三角形（SAS）易得圆内接四边形对角线相等时必定是等腰梯形。
圆外切四边形的对角线长p, q与四个顶点出发的切线长e, f, g, h的关系为
:Lemma2：
{\displaystyle \displaystyle p={\sqrt {{\frac {e+g}{f+h}}{\Big (}(e+g)(f+h)+4fh{\Big )}}},}
{\displaystyle \displaystyle q={\sqrt {{\frac {f+h}{e+g}}{\Big (}(e+g)(f+h)+4eg{\Big )}}}.}
当p=q时，两边平方，相减后可得{\displaystyle e+h=f+g}，暨一对对边长相等，通过全等三角形（SSS）可得其为等腰梯形，暨对角线相等的圆外切四边形必定是圆外切等腰梯形。

### 中方四边形
在所有四边形中，等轴正交四边形（对角线的长度大于或等于所有边）的直径-面积比最高，所以是最大面积最小直径四边形问题中n = 4的解。正方形是其中一例，但此类四边形有无限个。等轴正交四边形也称作中方四边形（英語：midsquare quadrilateral）:p. 137，因为它们是唯一一种伐里農平行四邊形为正方形的四边形。设此类四边形的相邻边长为{\displaystyle a}、{\displaystyle b}、{\displaystyle c}和{\displaystyle d}，则其面积等于:Thm.16
{\displaystyle K={\frac {1}{4}}\left(a^{2}+c^{2}+{\sqrt {4(a^{2}c^{2}+b^{2}d^{2})-(a^{2}+c^{2})^{2}}}\right)}
中方平行四边形即是正方形。

一般中方四边形
中方梯形
中方筝形
“中方平行四边形”：正方形